# Massacres del 2 de setembre
Les Massacres de Setembre foren una onada de violència que es patí a París entre el 2 i el 7 de setembre de 1792, durant la Revolució Francesa. El balanç final fou l'assassinat de la meitat de la població reclusa de París, unes mil dues-centes persones, incloent-hi dones i joves. Durant el setembre de 1792, també va haver-hi matances d'aquest tipus en altres ciutats com ara Orleans, Meaux o Reims, tot i que no van arribar a assolir la mateixa amplitud que a París. Actes esporàdics de violència, principalment contra l'Església, s'esdevindrien a tot arreu de França durant deu anys més.

## Context
Des del 20 d'abril de 1792, França estava en guerra contra Àustria i Prússia; el 2 de setembre, va arribar a París la notícia que els exèrcits prussians dirigits pel Carles Guillem Ferran, duc de Brunswick havien envaït França, a més, la fortalesa de Verdun havia caigut ràpidament, segurament perquè els seus oficials, procedents de l'aristocràcia, no s'havien interessat gaire per defensar-la, amb la qual cosa, els prussians tenien lliure el camí cap a París.
A més, el Manifest amenaçava els francesos amb un càstig immediat si resistien a l'acció dels exèrcits prussians i imperials o a la restauració de la monarquia. Aquesta informació va provocar la primera reacció d'histèria col·lectiva de la Revolució. Cap a finals d'agost, van circular a París rumors que n'hi havia a París molts que donaven suport secretament als exèrcits del duc de Brunswick, principalment els clergues refractaris. A més, a la capital francesa es patia una manca d'aliments i queviures. Alguns proposaren evacuar París i establir les institucions de la República en una altra ciutat, idea a la qual Danton va oposar-s'hi enèrgicament. En aquestes circumstàncies, els sans culottes exigiren una justícia ràpida contra els enemics interiors.
A finals d'agost de 1792, la situació política de París era bastant crítica, ja que no hi havia cap persona ni institució que disposés en exclusiva del poder. La monarquia constitucional prevista per la constitució de 1791 havia estat enderrocada per la insurrecció del 10 d'agost, que culminà en l'assalt al Palau de les Teuleries, i tres dies després, Lluís XVI i la seva família havien estat reclosos a la Torre del Temple; per altra banda, l'Assemblea Legislativa s'havia dissolt i la Convenció Nacional, reunida el 20 de setembre, havia de compartir el poder amb la Comuna de París formada el 9 d'agost i dominada pels sans culottes i d'altres elements revolucionaris radicals. En aquesta situació de confusió, quan es va rebre la notícia de la rendició de Verdun, la Convenció ordenà fer sonar les alarmes, cosa que va accentuar la sensació de pànic. Es va preveure allistar un exèrcit de seixanta mil homes al Camp de Mart.

## Els fets
El primer atac s'esdevingué quan vint-i-quatre clergues refractaris conduïts cap a la presó de L'Abbaye foren atacats per les turbes que ràpidament els matà a tots quan intentaven refugiar-se dins de la presó; després en mutilaren els cossos "en unes circumstàncies de barbarisme massa esgarrifoses per ser descrites" segons el despatx diplomàtic britànic. Els dies 3 i 4 de setembre, les multituds irromperen dins d'altres presons parisenques, on assassinaren els reclusos, dels quals es temia que fossin contrarevolucionaris disposats a ajudar els prussians. Les multituds violaren, assassinaren i mutilaren grotescament la Princesa de Lamballe, amiga de Maria Antonieta i cunyada del duc d'Orleans; segons es diu el cap de la princesa fou passejat en una pica sota les finestres de la Torre del Temple on hi estava tancada la reina. Moltes de les víctimes eren clergues, ja que les massacres s'esdevingueren en un moment de gran ressentiment contra l'Església, que dugué posteriorment a les campanyes de descristianització dutes a terme durant el Terror; durant les quaranta-vuit hores que començaren amb la dissolució de l'Assemblea Legislativa (2 de setembre), les masses massacraren tres bisbes, entre els quals l'arquebisbe d'Arles, i més de dos-cents capellans.
En el moment mateix de l'inici de les matances, van constituir-se una mena de "tribunals populars revolucionaris" que condemnaven a mort d'una manera sumària totes les persones que els eren conduïdes. Marat va demanar que aquests "tribunals" s'implantessin a tot arreu de França; al seu rotatiu, hi va fer imprimir una circular datada a 3 de setembre on justificava les massacres cosa que va portar a més "judicis sumaris" pels "tribunals revolucionaris".
Si els contrarevolucionaris van ser les primeres víctimes, foren majoritàriament els presos de delicte comú els que foren assassinats. El 4 de setembre, a l'hospici presó de la Salpétrière, els assassins violaren i assassinaren prostitutes, boges i, fins i tot, criatures òrfenes.
Restif de la Bretonne va veure els cossos apilats davant del Châtelet i presencià les atrocitats que explicà a Les Nuits de Paris (1793).

## Responsabilitat del govern
Els fets de les massacres de setembre plantegen la qüestió d'establir quin paper hi van tenir les autoritats revolucionàries. Les massacres foren un fet espontani o bé les va organitzar el govern revolucionari?
El dia 2 de setembre, Danton, Ministre de Justícia del Consell Executiu, format per l'Assemblea Legislativa a la tarda del 10 d'agost de 1792, va pronunciar les paraules "Audàcia, més audàcia, sempre audàcia". Aleshores, la Comuna de París estava embrancada en una lluita pel poder amb l'Assemblea Legislativa, en un moment en què França, en una situació de guerra civil, era ingovernable. La Comuna considerava que el poder li havia concedit el Comitè de Vigilància, sobre el qual, Danton i Marat hi tenien una influència considerable.
Tot i que, fins aleshores, no s'havia atrevit encara a "jutjar" sumàriament, com ho faria en temps del Règim del Terror, la Comuna de París havia practicat detencions arbitràries quan li havia semblat convenient. De fet, els assassins de setembre eren el mateix tipus de gent que donava suport a la Comuna; d'ací el silenci de Danton sobre les massacres, ja que el líder revolucionari volia conservar la influència sobre la Comuna.
Per la seva banda, després de la presa de la Bastilla, Marat havia arribat a la convicció que per dur a terme objectius polítics revolucionaris calia recórrer a la violència. El seu diari, un dels més virulents de París, havia adquirit força prestigi després de la detenció de Lluís XVI. Segons Marat, les massacres de setembre havien servit per posar els moderats davant dels fets consumats impedint-los fer-se'n enrere. Amb les matances s'havia aconseguit:
- 1.- eliminar gent del bàndol contrari

- 2.- deixar els moderats en la situació de ser còmplices de les massacres si més no per la seva inactivitat

- 3.- crear una atmosfera de terror impedint així l'expressió d'opinions contràries.

De fet, Marat i Danton obtingueren el triomf en les eleccions següents.